# Solenopsis (fourmi)
Genre
Le genre Solenopsis comprend des fourmis piqueuses (266 espèces), dont la fourmi de feu (Solenopsis invicta).

## Classification
Le genre Solenopsis est décrit par John Obadiah Westwood en 1840,.

## Présentation
La plupart de ces espèces ont un venin extrêmement puissant et potentiellement dangereux pour les humains, et plusieurs d'entre elles comme Solenopsis gemminata sont invasives et ont désormais été introduites dans la plupart des pays tropicaux et subtropicaux.

## Liste des espèces
- Solenopsis abdita Thompson, 1989

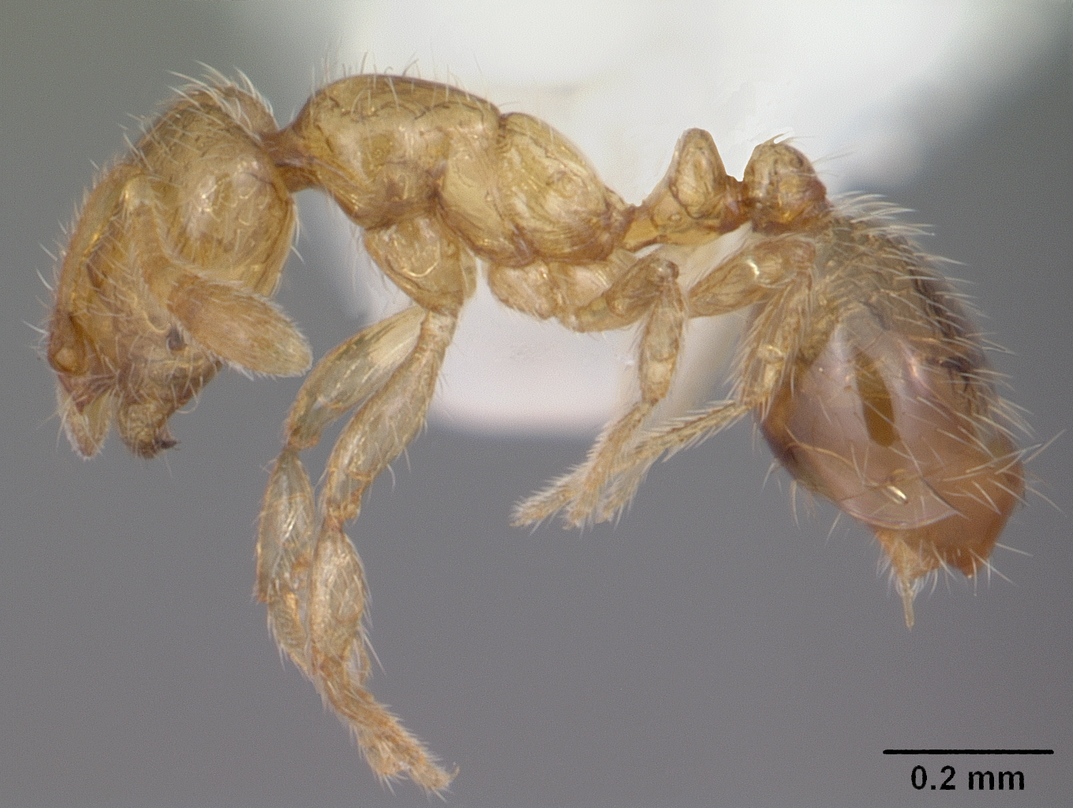
Solenopsis abdita

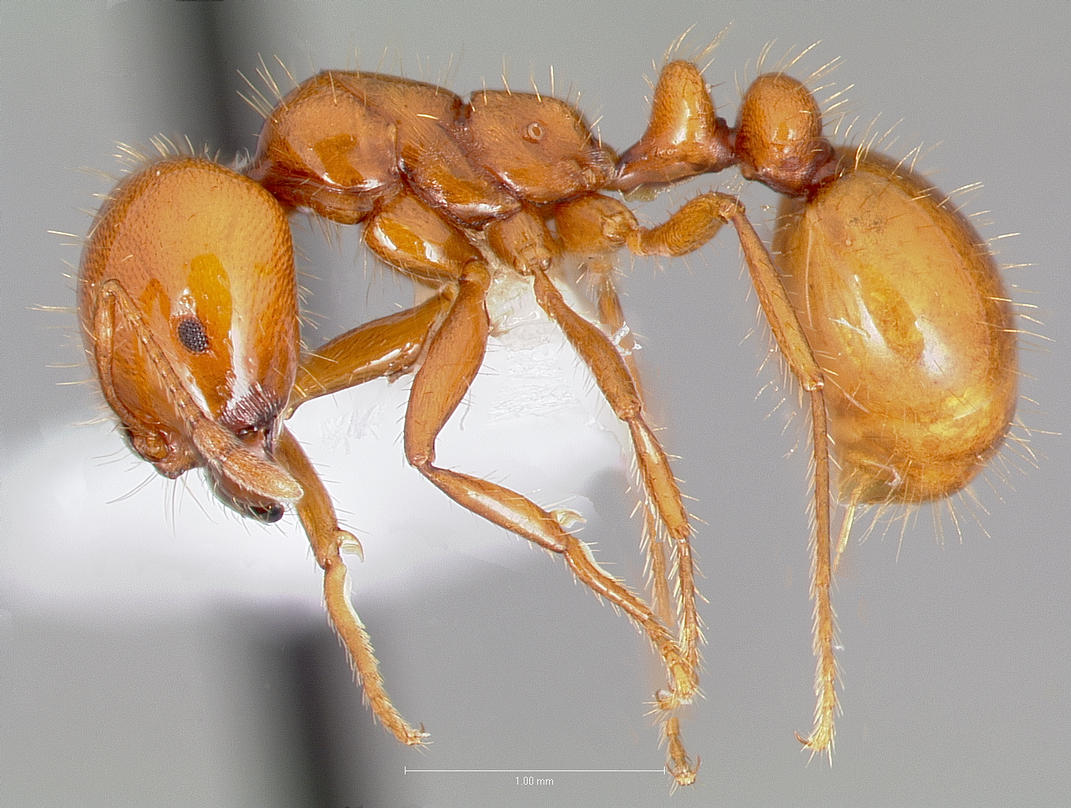
Solenopsis amblychila

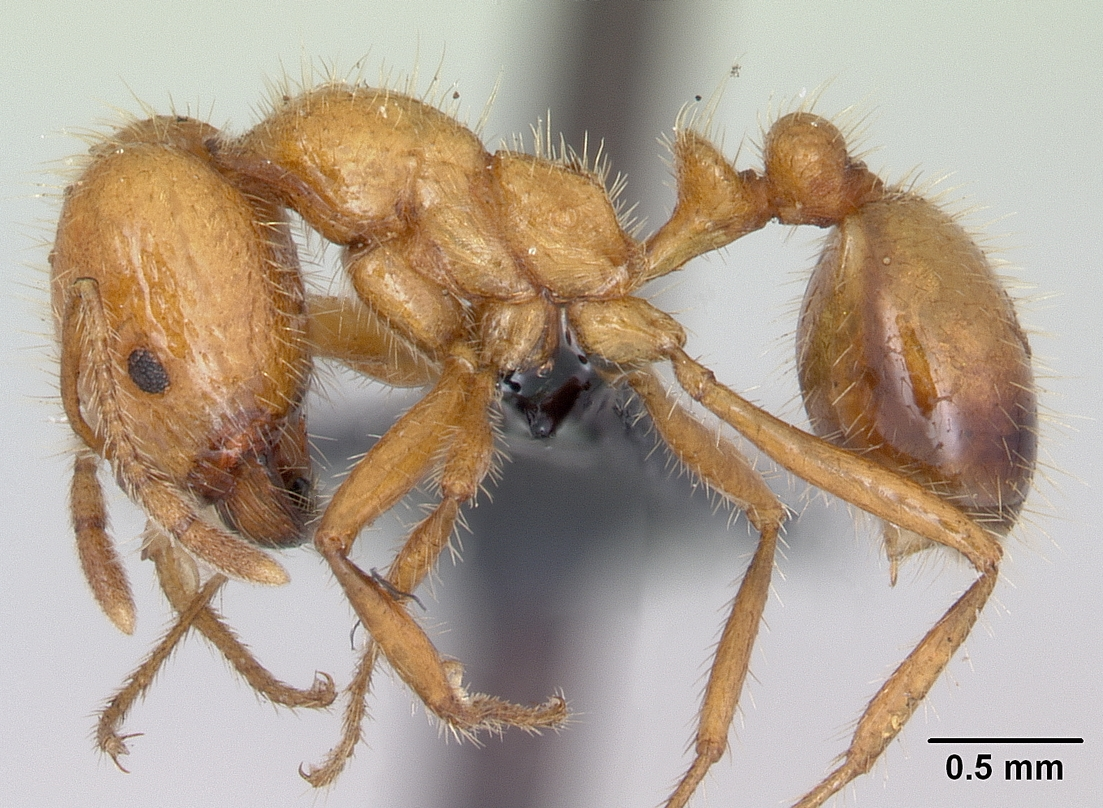
Solenopsis geminata

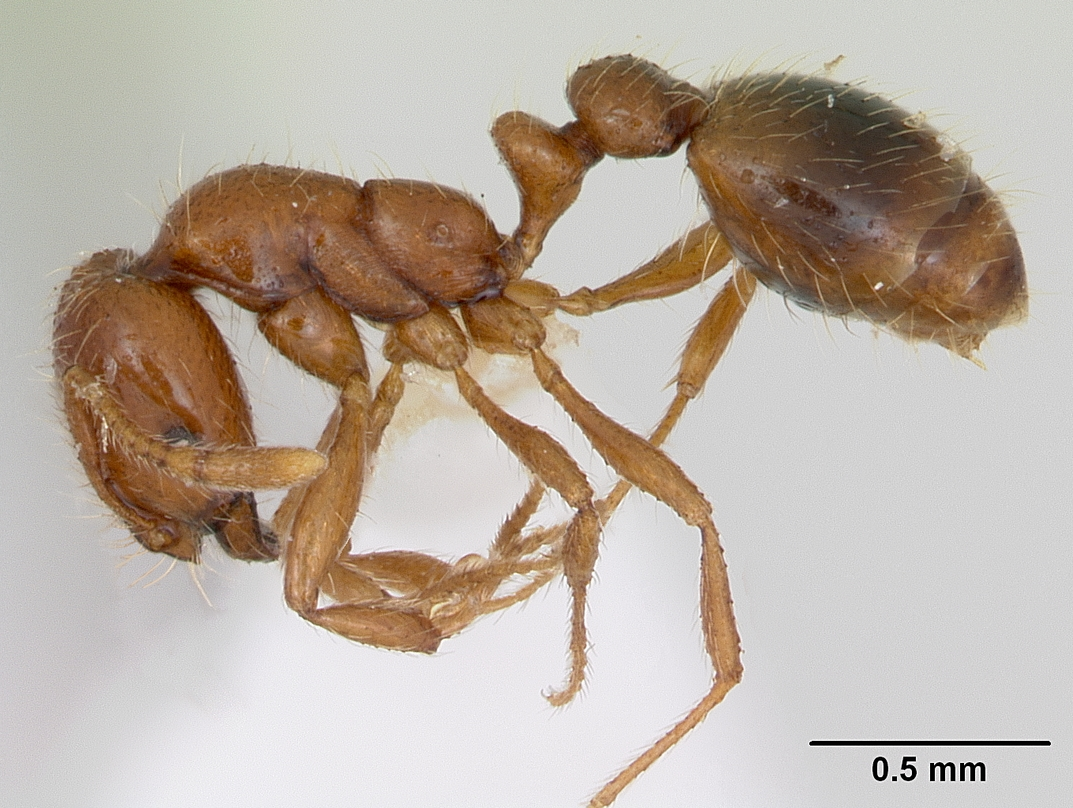
Solenopsis globularia

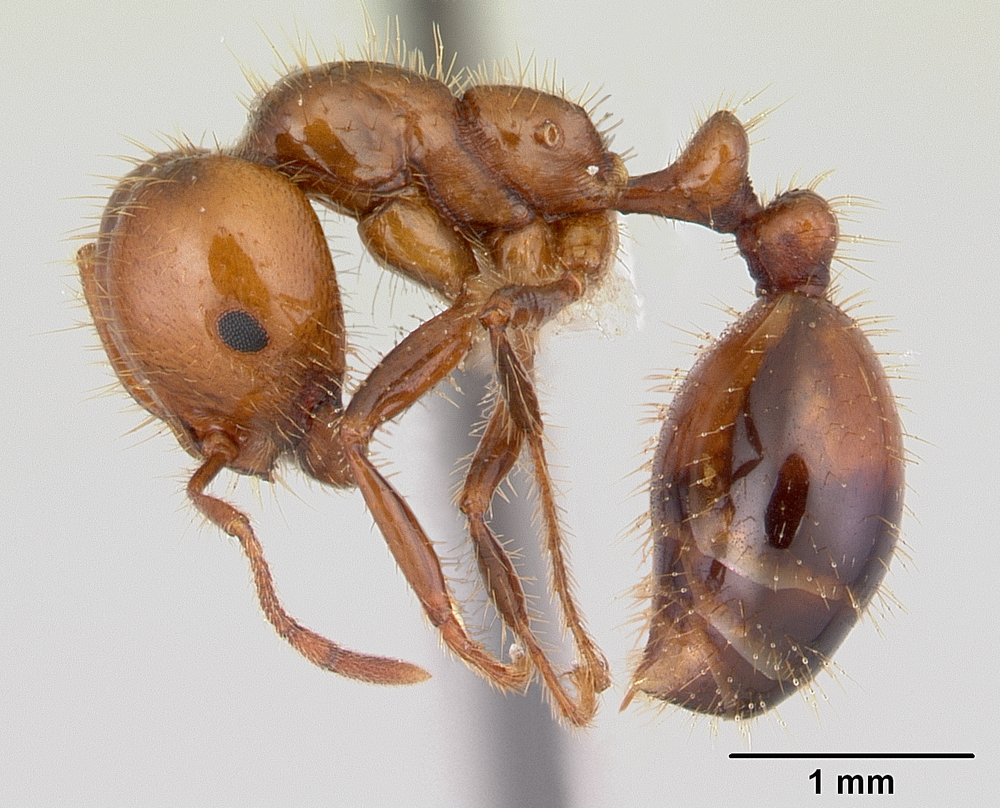
Solenopsis saevissima

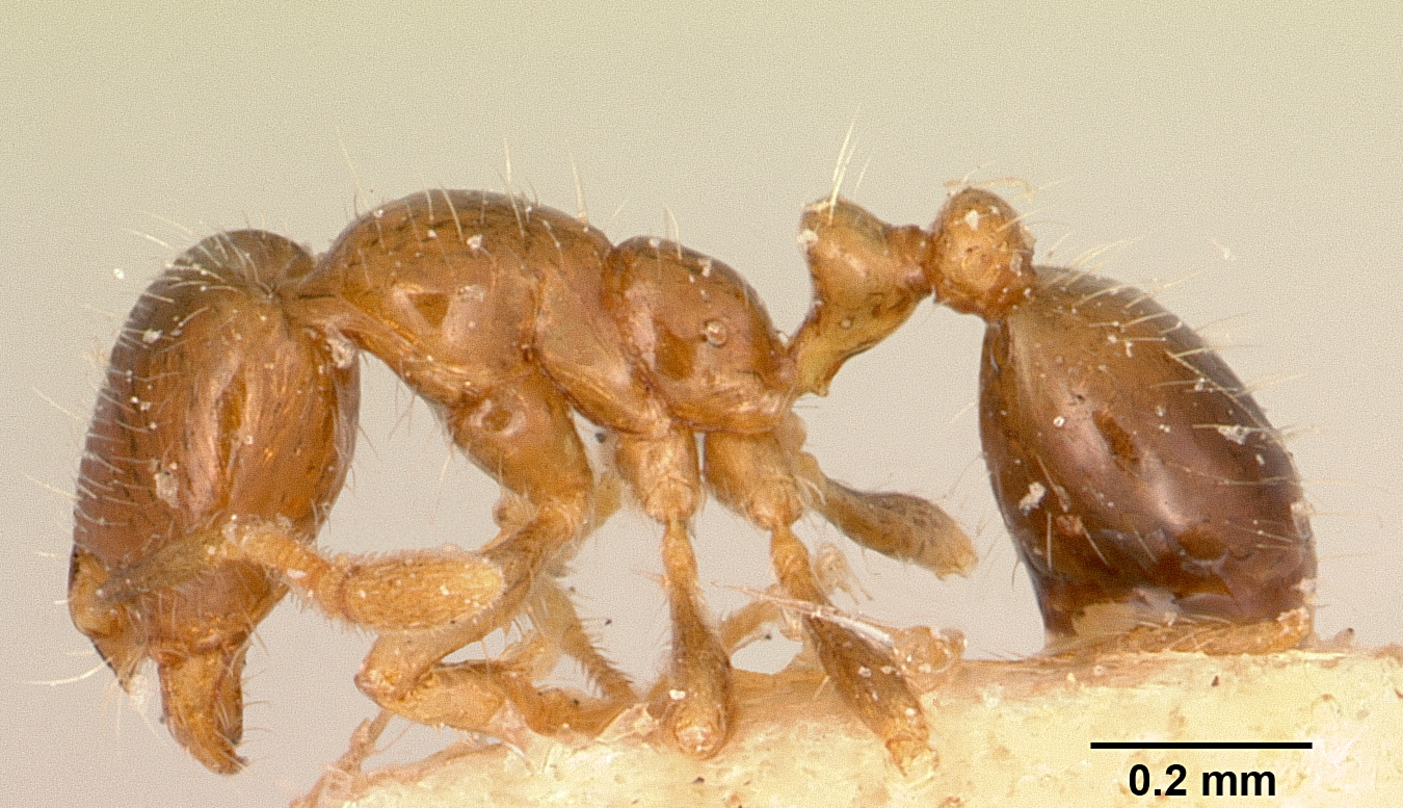
Solenopsis seychellensis

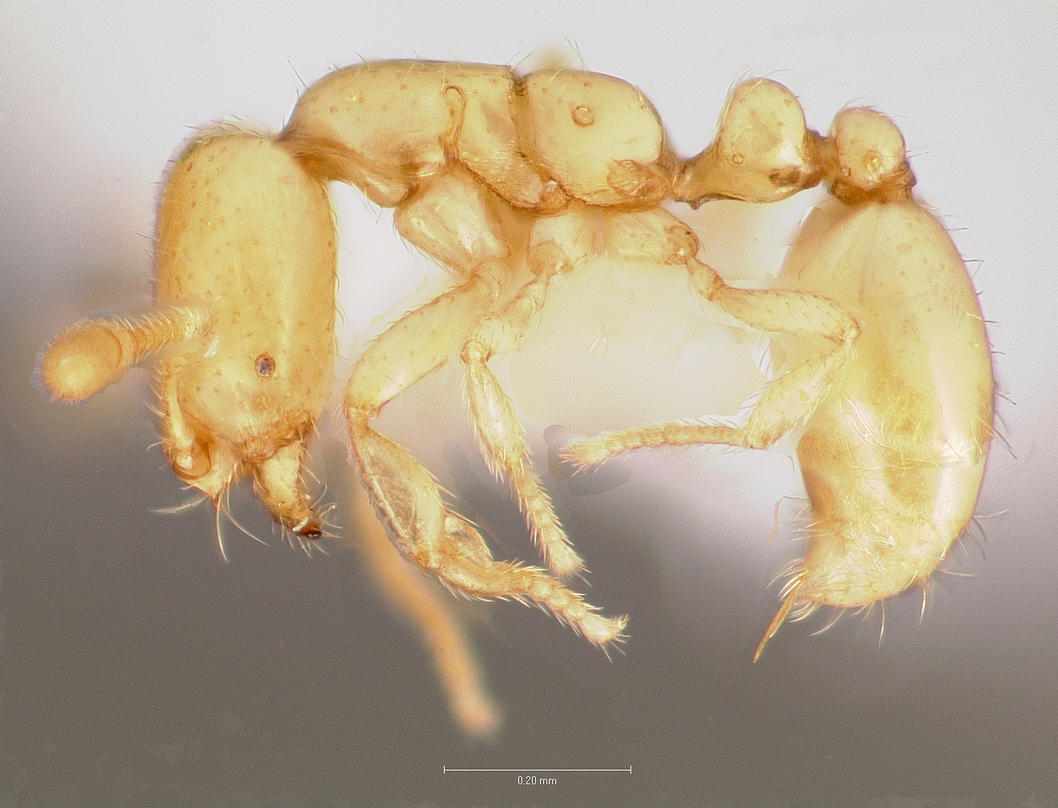
Solenopsis tennesseensis

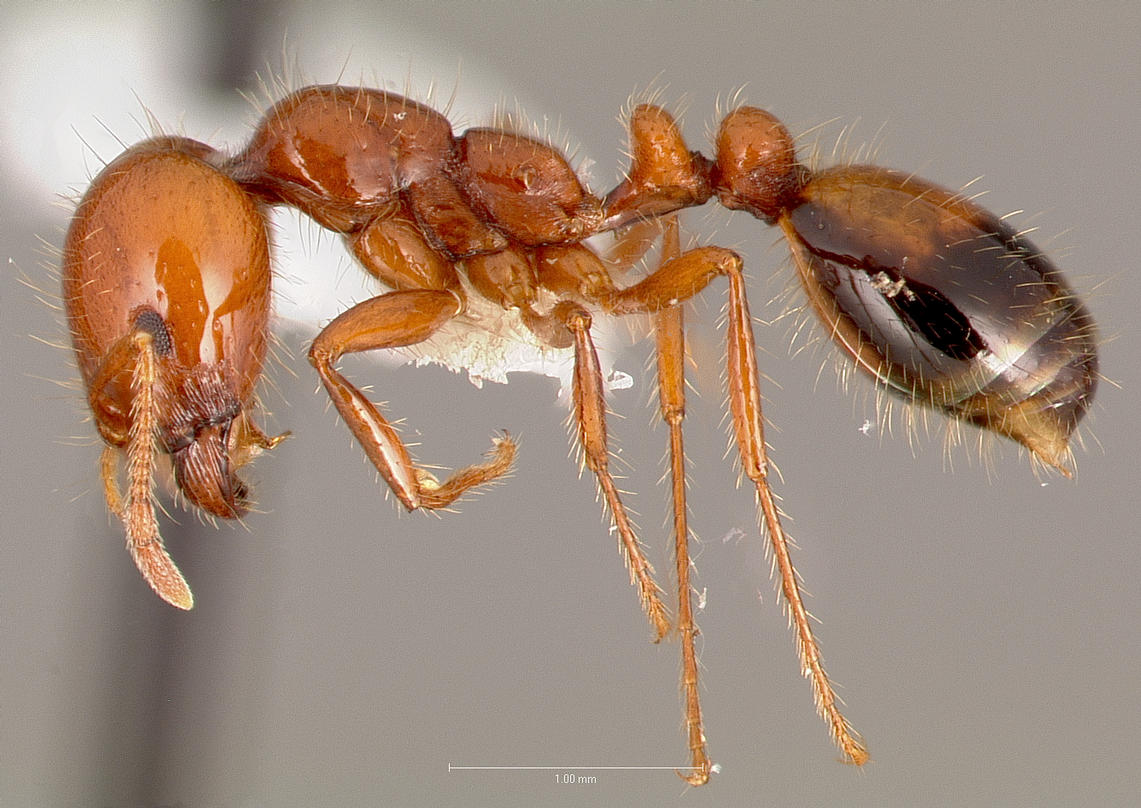
Solenopsis xyloni

- Solenopsis africana Santschi, 1914
- Solenopsis albidula Emery, 1906
- Solenopsis alecto Santschi, 1934
- Solenopsis altinodis Forel, 1912
- Solenopsis amblychila Wheeler, 1915
- Solenopsis andina Santschi, 1923
- Solenopsis angulata Emery, 1894
- Solenopsis atlantis Santschi, 1934
- Solenopsis aurea Wheeler, 1906
- Solenopsis avia (Bernard, 1978)
- Solenopsis azteca Forel, 1893
- Solenopsis balachowskyi Bernard, 1959
- Solenopsis banyulensis Bernard, 1950
- Solenopsis basalis Forel, 1896
- Solenopsis belisarius Forel, 1907
- Solenopsis blanda (Foerster, 1891)
- Solenopsis brasiliana Santschi, 1925
- Solenopsis brazoensis (Buckley, 1867)
- Solenopsis brevicornis Emery, 1888
- Solenopsis brevipes Emery, 1906
- Solenopsis bruchiella Emery, 1922
- Solenopsis bruesi Creighton, 1930
- Solenopsis bucki Kempf, 1973
- Solenopsis canariensis Forel, 1893
- Solenopsis capensis Mayr, 1866
- Solenopsis carolinensis Forel, 1901
- Solenopsis castor Forel, 1893
- Solenopsis celata (Dlussky et Zabelin, 1985)
- Solenopsis clarki Crawley, 1922
- Solenopsis clytemnestra Emery, 1896
- Solenopsis conjurata Wheeler, 1925
- Solenopsis cooperi Donisthorpe, 1947
- Solenopsis corticalis Forel, 1881
- Solenopsis crivellarii Menozzi, 1936
- Solenopsis daguerrei (Santschi, 1930)
- Solenopsis dalli (Kusnezov, 1969)
- Solenopsis decipiens Emery, 1906
- Solenopsis delta (Bernard, 1978)
- Solenopsis deserticola Ruzsky, 1905
- Solenopsis duboscqui Bernard, 1950
- Solenopsis dysderces Snelling, 1975
- Solenopsis egregia (Kusnezov, 1953)
- Solenopsis electra Forel, 1914
- Solenopsis emeryi Santschi, 1934
- Solenopsis eximia (Kusnezov, 1953)
- Solenopsis fairchildi Wheeler, 1926
- Solenopsis foersteri Theobald, 1937
- Solenopsis franki Forel, 1908
- Solenopsis froggatti Forel, 1913
- Solenopsis fugax (Latreille, 1798)
- Solenopsis fusciventris Clark, 1934
- Solenopsis gallardoi Santschi, 1925
- Solenopsis gallica Santschi, 1934
- Solenopsis gayi (Spinola, 1851)
- Solenopsis geminata (Fabricius, 1804)
- Solenopsis georgica Menozzi, 1942
- Solenopsis germaini Emery, 1895
- Solenopsis globularia (Smith, 1858)
- Solenopsis gnomula Emery, 1915
- Solenopsis goeldii Forel, 1912
- Solenopsis granivora Kusnezov, 1957
- Solenopsis hammari Mayr, 1903
- Solenopsis hayemi Forel, 1908
- Solenopsis helena Emery, 1895
- Solenopsis hostilis (Borgmeier, 1959)
- Solenopsis iheringi Forel, 1908
- Solenopsis ilinei Santschi, 1936
- Solenopsis indagatrix Wheeler, 1928
- Solenopsis insculpta Clark, 1938
- Solenopsis insinuans Santschi, 1933
- Solenopsis insularis (Bernard, 1978)
- Solenopsis interrupta Santschi, 1916
- Solenopsis invicta (Buren, 1972) - fourmi de feu
- Solenopsis jacoti Wheeler, 1923
- Solenopsis jalalabadica Pisarski, 1970
- Solenopsis japonica Wheeler, 1928
- Solenopsis joergenseni Santschi, 1919
- Solenopsis juliae (Arakelian, 1991)
- Solenopsis kabylica Santschi, 1934
- Solenopsis knuti Pisarski, 1967
- Solenopsis krockowi Wheeler, 1908
- Solenopsis laeviceps Mayr, 1870
- Solenopsis laevithorax Bernard, 1950
- Solenopsis latastei Emery, 1895
- Solenopsis latro Forel, 1894
- Solenopsis leptanilloides Santschi, 1925
- Solenopsis longiceps Forel, 1907
- Solenopsis loretana Santschi, 1936
- Solenopsis lotophaga Santschi, 1911
- Solenopsis lou Forel, 1902
- Solenopsis lusitanica Emery, 1915
- Solenopsis macdonaghi Santschi, 1916
- Solenopsis macrops Santschi, 1917
- Solenopsis madara Roger, 1863
- Solenopsis major Theobald, 1937
- Solenopsis maligna Santschi, 1910
- Solenopsis mameti Donisthorpe, 1946
- Solenopsis marxi Forel, 1915
- Solenopsis maxillosa Emery, 1900
- Solenopsis maxima (Foerster, 1891)
- Solenopsis megera Santschi, 1934
- Solenopsis megergates Trager, 1991
- Solenopsis metanotalis Emery, 1896
- Solenopsis metatarsalis (Kusnezov, 1957)
- Solenopsis minutissima Emery, 1906
- Solenopsis moesta (Foerster, 1891)
- Solenopsis molesta (Say, 1836)
- Solenopsis monticola Bernard, 1950
- Solenopsis mozabensis (Bernard, 1977)
- Solenopsis nicaeensis Bernard, 1950
- Solenopsis nickersoni Thompson, 1982
- Solenopsis nigella Emery, 1888
- Solenopsis nitens Bingham, 1903
- Solenopsis nitidum (Dlussky et Radchenko, 1994)
- Solenopsis normandi Santschi, 1934
- Solenopsis novemmaculata Wheeler, 1925
- Solenopsis occipitalis Santschi, 1911
- Solenopsis oculata Santschi, 1925
- Solenopsis oraniensis Forel, 1894
- Solenopsis orbula Emery, 1875
- Solenopsis orbuloides Andre, 1890
- Solenopsis overbecki Viehmeyer, 1916
- Solenopsis pachycera (Forel, 1915)
- Solenopsis papuana Emery, 1900
- Solenopsis parabiotica Weber, 1943
- Solenopsis parva Mayr, 1868
- Solenopsis patagonica Emery, 1906
- Solenopsis pawaensis Mann, 1919
- Solenopsis pergandei Forel, 1901
- Solenopsis photophila Santschi, 1923
- Solenopsis picea Emery, 1896
- Solenopsis picquarti Forel, 1899
- Solenopsis picta Emery, 1895
- Solenopsis pilosa (Bernard, 1978)
- Solenopsis pilosula Wheeler, 1908
- Solenopsis pollux Forel, 1893
- Solenopsis privata (Foerster, 1891)
- Solenopsis provincialis Bernard, 1950
- Solenopsis punctaticeps Mayr, 1865
- Solenopsis puncticeps MacKay et Vinson, 1989
- Solenopsis pusillignis Trager, 1991
- Solenopsis pygmaea Forel, 1901
- Solenopsis pythia Santschi, 1934
- Solenopsis quinquecuspis Forel, 1913
- Solenopsis reichenspergeri Santschi, 1923
- Solenopsis richardi Bernard, 1950
- Solenopsis richteri Forel, 1909
- Solenopsis robusta Bernard, 1950
- Solenopsis rugiceps Mayr, 1870
- Solenopsis rugosa Bernard, 1950
- Solenopsis sabeana (Buckley, 1867)
- Solenopsis saevissima (Smith, 1855)
- Solenopsis salina Wheeler, 1908
- Solenopsis santschii Forel, 1905
- Solenopsis schilleri Santschi, 1923
- Solenopsis schmalzi Forel, 1901
- Solenopsis scipio Santschi, 1911
- Solenopsis sea (Kusnezov, 1953)
- Solenopsis seychellensis Forel, 1909
- Solenopsis silvestrii Emery, 1906
- Solenopsis solenopsidis (Kusnezov, 1953)
- Solenopsis soochowensis Wheeler, 1921
- Solenopsis spei Forel, 1912
- Solenopsis stricta Emery, 1896
- Solenopsis substituta Santschi, 1925
- Solenopsis subterranea MacKay et Vinson, 1989
- Solenopsis subtilis Emery, 1896
- Solenopsis succinea Emery, 1890
- Solenopsis sulfurea (Roger, 1862)
- Solenopsis superba (Foerster, 1891)
- Solenopsis targuia Bernard, 1953
- Solenopsis tennesseensis Smith, 1951
- Solenopsis tenuis Mayr, 1878
- Solenopsis terricola Menozzi, 1931
- Solenopsis tertialis Ettershank, 1966
- Solenopsis tetracantha Emery, 1906
- Solenopsis texana Emery, 1895
- Solenopsis tipuna Forel, 1912
- Solenopsis tonsa Thompson, 1989
- Solenopsis tridens Forel, 1911
- Solenopsis trihasta Santschi, 1923
- Solenopsis truncorum Forel, 1901
- Solenopsis ugandensis Santschi, 1933
- Solenopsis valida (Foerster, 1891)
- Solenopsis virulens (Smith, 1858)
- Solenopsis vorax Santschi, 1934
- Solenopsis wagneri Santschi, 1916
- Solenopsis wasmannii Emery, 1894
- Solenopsis weiseri Forel, 1914
- Solenopsis westwoodi Forel, 1894
- Solenopsis weyrauchi Trager, 1991
- Solenopsis wolfi Emery, 1915
- Solenopsis xyloni McCook, 1879
- Solenopsis zambesiae Arnold, 1926
- Solenopsis zeteki Wheeler, 1942

## Espèces fossiles
Selon Paleobiology Database en 2022, il y a neuf espèces fossiles référencées :
- †Solenopsis alena Özdikmen 2010
- †Solenopsis atavinus Perfilieva et al. 2017
- †Solenopsis blanda Förster 1891
- †Solenopsis foersteri Theobald 1937
- †Solenopsis maxima Förster 1891
- †Solenopsis moesta Förster 1891
- †Solenopsis privata Förster 1891
- †Solenopsis superba Förster 1891
- †Solenopsis valida Förster 1891

### Publication originale
- (en) John Obadiah Westwood, « XIII.—Observations on the Genus Typhlopone, with descriptions of several exotic species of Ants », Annals and Magazine of Natural History, vol. 6, no 35,‎ 1840, p. 86-87 (ISSN 0374-5481, DOI 10.1080/03745484009443610, lire en ligne).